# Pinnetta

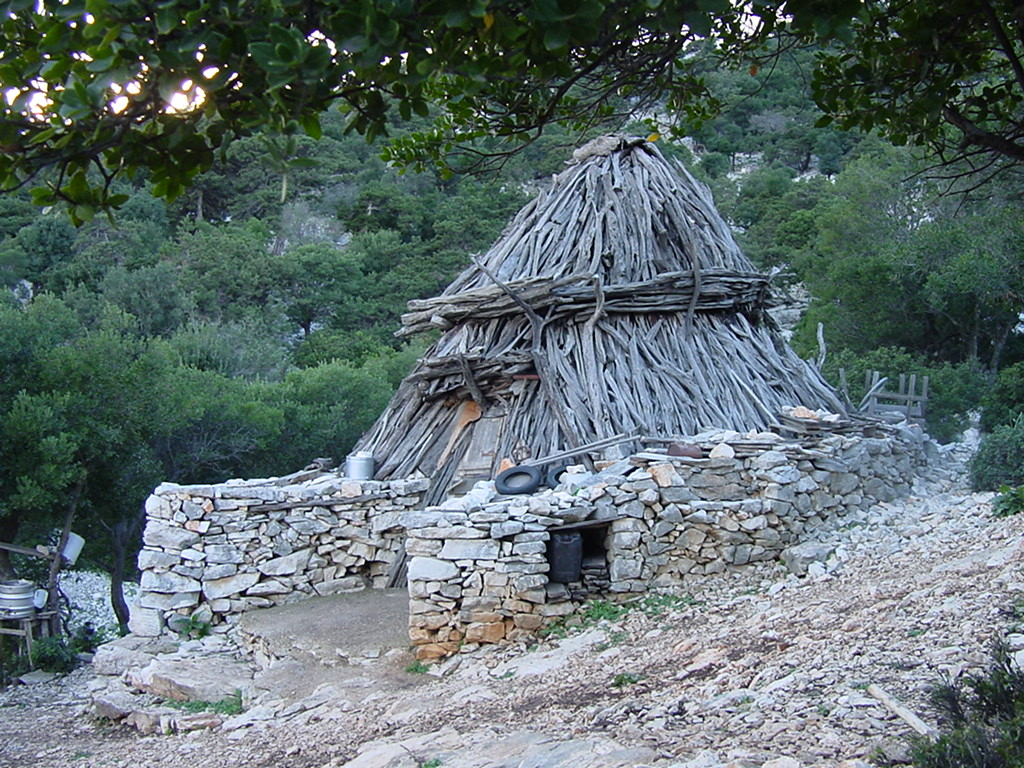
Pinnetta con struttura in legno di ginepro nei pressi di Dorgali (NU)

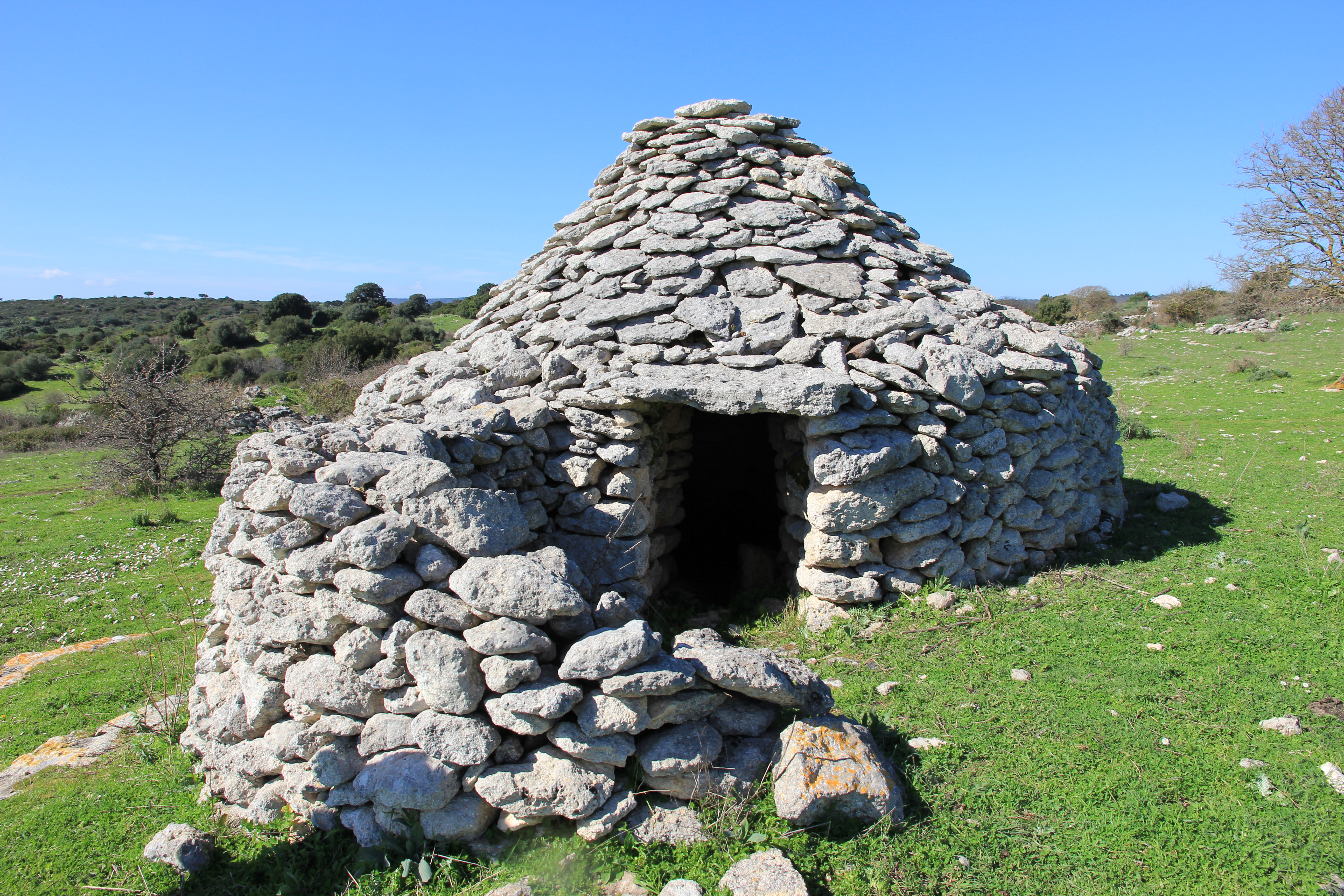
Pinnetta con struttura in pietra nei pressi di Romana, nel Meilogu

Le pinnettas sono antiche costruzioni pastorali tipiche della Sardegna; in alcune zone, come ad esempio in Ogliastra, vengono anche chiamate barraccos o coiles.
Di forma generalmente circolare con copertura conica, possono essere costruite completamente con  pietre sistemate a strati senza legante oppure con soltanto la base in pietra e la copertura  in frasche o canne; la forma particolare e i materiali usati nella costruzione le rendono simili alle antiche capanne nuragiche. In genere sono utilizzate dai pastori per il pernottamento in territori selvaggi o poco accessibili, per il deposito di vivande o di materiali vari utili al lavoro con il bestiame. In alcuni territori dell'isola alcune pinnettas sono state riscoperte per finalità turistiche.